# HMS Queen (1902)
El HMS Queen fue uno de los cinco acorazados pre-dreadnought de la clase London. Fue construido para la Royal Navy a finales del siglo XIX. Los London eran similares a los pre-dreadnoughts de la clase Formidable, con modificaciones en el blindaje. Debido a ligeras diferencias entre el Queen y el HMS Prince of Wales con los otros London, a veces se considera a estos buques como subclase Queen. La batería principal del barco consistía en cuatro cañones de 12 pulgadas (305 mm), y tenía una velocidad máxima de 18 nudos (33 km/h; 21 mph). El buque fue puesto en quilla en marzo de 1901, botado en marzo de 1902 y terminado en marzo de 1904. Después de ser comisionado en abril de 1904, sirvió con la Flota del Mediterráneo hasta 1906, cuando regresó a Gran Bretaña antes de embarcarse en otra temporada con la Flota del Mediterráneo más tarde ese año. El Queen fue transferido de nuevo al Reino Unido en 1908 y a partir de entonces sirvió en la Flota del Atlántico, la Home Fleet y, finalmente, en el 5º Escuadrón de Batalla de la Segunda Flota en 1914.
Tras el estallido de la Primera Guerra Mundial en agosto de 1914, el Queen, que todavía formaba parte del 5.º Escuadrón de Batalla, sirvió inicialmente en el Canal de la Mancha. Después de las operaciones con la Patrulla Dover, sirvió en la Campaña de los Dardanelos en apoyo de los desembarcos aliados en Galípoli. Participó en el desembarco en el Cabo Helles el 25 y 26 de abril y apoyó a las fuerzas del ANZAC en tierra en el transcurso del mes siguiente. A finales de mayo de 1915, el Queen se retiró para reforzar la flota italiana en el extremo sur del Mar Adriático después de que Italia se uniera a la guerra del lado de los aliados. A principios de 1917, fue convertido en buque depósito para apoyar el bloqueo del Canal de Otranto y fue desarmado en el transcurso del año. El barco regresó al Reino Unido después de la guerra a principios de 1919, donde fue utilizado brevemente como buque de alojamiento de tropas. Finalmente, el Queen fue vendido como chatarra en 1920 y fue desguazado al año siguiente.

## Diseño y descripción

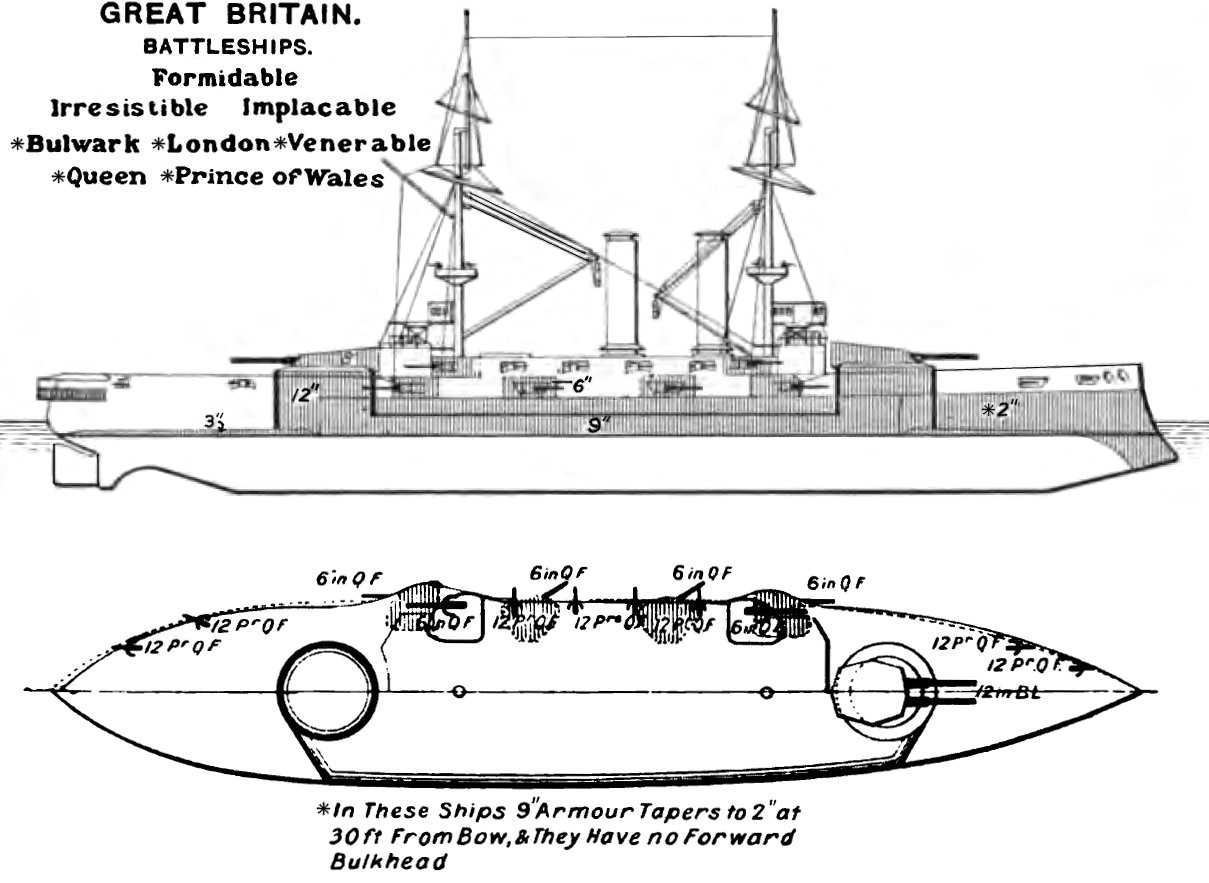
Plano simplificado con expresión del armamento de la clase London en 1906

La orden de construcción de los cinco buques de la clase London data de 1898 en respuesta al aumento de la construcción naval por parte de la Armada Imperial Rusa. El diseño para la clase London se preparó en 1898; era una repetición virtual de la clase Formidable anterior, aunque con una revisión significativa del esquema de protección del blindaje delantero. En lugar de un mamparo transversal tradicional para el extremo delantero del blindaje del cinturón principal, el cinturón se llevó más adelante y gradualmente se estrechó en grosor. También se reforzó el blindaje de cubierta. Debido a ligeras diferencias entre el Queen y el HMS Prince of Wales con los otros tres buques de la clase London, a veces se les refiere a los primeros como de la clase Queen.
El Queen tenía 431 pies y 9 pulgadas (131,6 m) de eslora, con una manga de 75 pies (22,9 m) y un calado de 26 pies (7,9 m). Desplazaba 14 150 toneladas largas (14 380 t) normalmente y hasta 15 400 toneladas largas (15 600 t) a plena carga. Su tripulación contaba con 714 oficiales y marineros regularmente. Los barcos de la clase London estaban propulsados por un par de máquinas de vapor verticales invertidas de triple expansión, de tres cilindros, utilizando vapor proporcionado por veinte calderas. Las calderas se dividieron en dos embudos ubicados en el centro del barco. La clase London tenía una potencia de 15 000 caballos de fuerza indicados (11.000 kW), resultando en una velocidad máxima de 18 nudos (33 km/h; 21 mph).
El armamento principal de la clase London consistía en cuatro cañones BL Mk IX de 12 pulgadas (305 mm) montados en torretas de dos cañones, una a proa y otra a popa de la superestructura. Su armamento secundario consistía en doce cañones BL Mk VII de 6 pulgadas (152 mm) montados en casamatas a los lados del casco.
La defensa contra torpederos fue proporcionada por catorce cañones de tiro rápido (QF) de 12 libras (3 pulgadas, 76 mm) 12 cwt, y también por tres cañones Hotchkiss QF de 3 libras y 1,9 pulgadas (47 mm). Como era costumbre en los acorazados de la época, también estaban equipados con cuatro tubos lanzatorpedos sumergidos de 18 pulgadas (450 mm) en el casco. Los tubos se colocaron en el costado, a la altura de las barbetas de la batería principal.
El Queen tenía un cinturón blindado de 9 pulgadas (229 mm) de grosor; los mamparos transversales en el extremo de popa de la cinta tenían de 9 a 12 pulgadas (229 a 305 mm) de espesor. Las caras de la torreta del cañón principal estaban protegidas por placas de blindaje de 8 a 10 pulgadas (203-254 mm) de espesor, sobre barbetas de 12 pulgadas, y los cañones de casamata estaban protegidos con 6 pulgadas de acero Krupp. La torre de mando tenía lados de 14 pulgadas (356 mm) de espesor. El buque disponía de dos cubiertas blindadas, con un espesor entre 1 y 2,5 pulgadas (25 y 64 mm) cada una.

## Historial de servicio

### Antes de la Primera Guerra Mundial
El HMS Queen fue puesto en grada en el astillero de Devonport el 12 de marzo de 1901. Lady Charles Scott (esposa del almirante Lord Charles Scott), Lady Ernestine Edgcumbe, Mrs. Jackson (esposa del contraalmirante T. S. Jackson) y Mrs. Champness (esposa del constructor jefe del astillero de Devonport H. B. Champness) participaron en la ceremonia. Fue botado y nombrado Queen en honor a la reina Alejandra el 8 de marzo de 1902, en presencia del rey Eduardo VII. Fue el primer gran evento público al que asistió la pareja desde el final del período de luto después del fallecimiento de la reina Victoria el año anterior. El barco fue completado en marzo de 1904.
El HMS Queen fue dado de alta para el servicio el 7 de abril de 1904 en el astillero de Devonport para prestar servicio con la Flota del Mediterráneo. La flota del Mediterráneo rindió visita de cortesía a Barcelona el 4 de julio de 1905, proveniente de Mahón y pusieron rumbo a Gibraltar el 11 de julio. La escuadra estaba compuesta por el acorazado HMS Bulwark, como buque insignia, más los acorazados Formidable, Implacable, London, Venerable, el mismo Queen y el Prince of Wales. También estaban los cruceros Leviathan, Carnarvon y Diana, totalizando una flota de diez buques.
Regresó al Reino Unido y finalizó su comisión en abril de 1906, seguidamente fue puesto nuevamente en servicio el 8 de mayo de 1906 para regresar al Mediterráneo. Fue reacondicionado en Malta en 1906-1907 para servir como buque insignia, y el 20 de marzo de 1907 se convirtió en buque insignia de la flota, comandado por un vicealmirante. Su segunda comisión para el servicio en la Flota del Mediterráneo terminó cuando arribó al puerto de Devonport el 14 de diciembre de 1908. El 15 de diciembre de 1908, el Queen volvió a entrar en servicio con la Flota del Atlántico. Chocó con el vapor mercante griego SS Dafni en Dover el 1 de febrero de 1909, sin sufrir graves daños, y se sometió a un reacondicionamiento en Devonport en 1910-1911. El 15 de mayo de 1912, el Queen fue transferido a la Segunda Flota Nacional. En abril de 1914 se convirtió en el 2.º buque insignia, contralmirante, en el 5.º Escuadrón de Batalla, Segunda Flota, y se le asignaron tareas como buque escuela de artillería en Portsmouth.

### Primera Guerra Mundial
Cuando estalló la Primera Guerra Mundial en agosto de 1914, el 5.º Escuadrón de Batalla fue asignado a la Flota del Canal de la Mancha, con base en Portland. El Queen y su medio gemelo, el Implacable, fueron asignados temporalmente a la Patrulla Dover a finales de octubre de 1914 para bombardear a las fuerzas del ejército alemán a lo largo de la costa belga en apoyo de las fuerzas aliadas que luchaban en el frente. Las fuerzas alemanas estaban atacando las posiciones francesas al este de Dunkerque, y necesitaban urgentemente apoyo de artillería pesada. Una flotilla de destructores y monitores ayudó a desbaratar el ataque antes de que llegaran el Queen y el Implacable. Los informes de un inminente contraataque alemán con cruceros acorazados, que finalmente no se materializó, llevaron a los británicos a enviar los acorazados para protegerse de él en compañía de la Fuerza Harwich. Cuando quedó claro que la flota alemana no representaba amenaza alguna, el Queen y el Implacable regresaron a la Flota del Canal. El 14 de noviembre de 1914, el 5.º Escuadrón de Batalla fue transferido a Sheerness en caso de un posible intento de invasión alemana, pero el escuadrón regresó a Portland el 30 de diciembre de 1914.
En marzo de 1915, mientras las flotas británica y francesa que libraban la campaña de los Dardanelos se preparaban para lanzar un gran ataque el 18 de marzo, el comandante general, el almirante Sackville Carden, solicitó que dos acorazados más del 5ª Escuadrón, el Implacable y el Queen, fueran transferidos a su mando en previsión de pérdidas en la próxima operación. El Almirantazgo ordenó que los dos barcos se transfirieran a los Dardanelos, y salieron de Inglaterra el 13 de marzo de 1915 y llegaron a Lemnos el 23 de marzo de 1915. Cuando llegaron, los británicos habían perdido dos acorazados en el ataque del 18 de marzo, lo que llevó al Almirantazgo a enviar los dos últimos barcos del 5.º Escuadrón para unirse a la flota. A su llegada a los Dardanelos, el Queen se unió al 2.º Escuadrón, donde se convirtió en el buque insignia del contraalmirante Cecil Thursby. En el transcurso del mes siguiente, la flota británica y francesa comenzó los preparativos para el desembarco del Cabo Helles, el comienzo de la parte terrestre de la campaña de Galípoli. Apoyó el desembarco del ANZAC en Kabatepe el 25 de abril de 1915. El Queen llegó a la playa de desembarco alrededor de la medianoche, junto con los acorazados London y Prince of Wales; se les encomendó la tarea de apoyar el desembarco de la 3.ª Brigada Australiana. El Queen cubrió el flanco derecho de avance a la playa. En el transcurso del desembarco, el Queen y otros buques proporcionaron fuego de cobertura mientras las tropas del ANZAC avanzaban tierra adentro y ayudaban a suprimir la artillería otomana.
El Queen, el Implacable, el London y el Prince of Wales fueron transferidos a la 2.ª Escuadrilla Destacada, organizada para reforzar a la Armada italiana en el mar Adriático cuando Italia declaró la guerra a Austria-Hungría, llegando a su nueva base en Tarento (Italia), el 27 de mayo de 1915. De diciembre de 1916 a febrero de 1917, el Queen fue reacondicionado para el servicio como buque depósito para el personal del bloqueo del Canal de Otranto que intentó bloquear el paso de los submarinos alemanes y austrohúngaros a través del estrecho del mismo nombre. La mayor parte de su tripulación regresó al Reino Unido, dejando solo una tripulación de cuidado y mantenimiento, y fue desarmado gradualmente a medida que sus cañones fueron asignados a otras tareas. La mayoría de sus cañones de 6 pulgadas (150 mm) habían sido retirados en abril de 1917, y todos sus cañones de 12 pulgadas (300 mm) habían sido puestos en tierra en octubre de 1917, donde fueron entregados al ejército italiano para su uso en repeler ataques del ejército austrohúngaro, aunque las torretas se dejaron a bordo. El Queen se convirtió en el buque insignia de las Fuerzas Navales Británicas en Tarento, sirviendo como tal hasta febrero de 1918.

### Posguerra
El Queen dejó Tarento y regresó al Reino Unido en abril de 1919 y fue colocado en la lista de enajenación en el astillero de Chatham en mayo de 1919. En junio de 1919 obtuvo una extensión temporal para el servicio cuando fue retirado de la lista y asignado a un establecimiento militar en Pembroke para servir como Buque de alojamiento de tropas. El Queen fue declarado finalmente para su venta en marzo de 1920 y vendido para chatarra el 4 de septiembre de 1920. Llegó a Birkenhead el 25 de noviembre de 1920 para serle retirado todo el material sensible y poder llegar a su amarre de desguace en Preston, lo que ocurrió el 5 de agosto de 1921.